# 9394 Manosque
A 9394 Manosque (ideiglenes jelöléssel 1994 PV16) a Naprendszer kisbolygóövében található aszteroida. Eric Walter Elst fedezte fel 1994. augusztus 10-én.